# اصلاحات ارضی در ایران

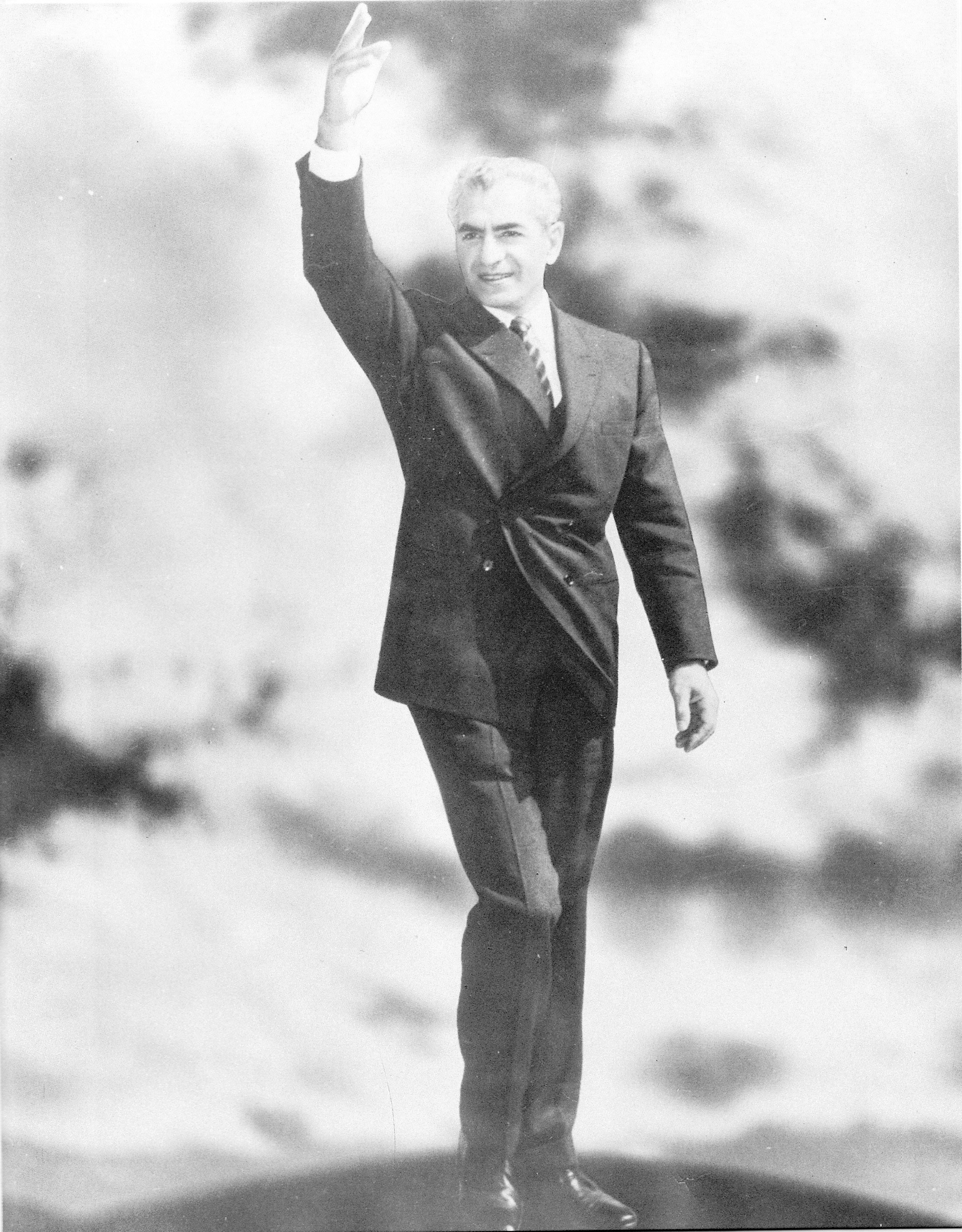
محمدرضا پهلوی انقلاب شاه و مردم را آغاز می‌کند

اصلاحات ارضی یا لغو نظام ارباب و رعیتی، تغییراتی اساسی در نحوه مالکیت اراضی به‌ویژه اراضی کشاورزی به‌منظور افزایش بهره‌وری عمومی جامعه بود که به دستور محمدرضا پهلوی و نخست‌وزیران علی امینی و اسدالله علم به تحقق پیوست. الغای رژیم ارباب و رعیتی برای نخستین بار در تاریخ ایران به عنوان هدف سیاسی یکی از ارکان حزب دموکرات مطرح شد. مالکیت زمین‌های کشاورزی از دست فئودال‌ها یا مالکان بزرگ به خرده‌مالکی و توزیع مجدد آن بین کشاورزان، با تصویب قانون اصلاحات ارضی و سپس قوانین اصلاحی و آیین‌نامه‌های آن، از جمله اصلاح قانون اصلاحات ارضی، آیین‌نامه اجرایی قانون اصلاحات ارضی، قانون تقسیم و فروش اراضی مورد اجاره به زارعین مستأجر و قانون الحاق هشت ماده به آیین‌نامه اصلاحات ارضی طی سه مرحله انجام گرفت. اصلاحات ارضی نخستین اصل منشور انقلاب شاه و مردم بود.

## نخستین لایحه اصلاحات
تغییر مناسبات ارباب و رعیت در ایران و اصلاح در مالکیت زمین‌های کشاورزی، مراتع و منابع آب در سراسر دوران مشروطه از دغدغه‌های قانون‌گذاران بود و بارها قوانینی برای اصلاح این وضعیت تصویب شد. محمدرضا شاه بارها از لزوم اصلاحات ارضی سخن گفته بود و پس از ۲۸ مرداد ۱۳۳۲ به‌سوی عملی ساختن این خواسته گام برداشت. به اشاره او، مجلس شورای ملی طرحی برای اصلاحات ارضی تدوین کرد.
پیش از اصلاحات ارضی، پنجاه درصد از زمین‌های کشاورزی در دست مالکان بزرگ، بیست درصد متعلق به اوقاف و در دست روحانیون، ده درصد متعلق به شاهنشاهی بود و بیست درصد باقی‌مانده به کشاورزان تعلق داشت. پیش از اصلاحات ارضی به دستور محمدرضا پهلوی هجده هزار روستا را در فهرستی درآوردند که زمین‌هایشان می‌بایستی بین روستاییان تقسیم شود.
محمدرضا پهلوی که در برابر مالکان بزرگ و روحانیون مجبور بود اصلاحات ارضی را به عقب بیندازد، در سال ۱۳۳۸ (۱۹۵۹ میلادی)، تصمیم گرفت به اصلاحات اجتماعی - اقتصادی دست بزند و بر این اساس از منوچهر اقبال نخست‌وزیر وقت خواست که پیش‌نویس لایحه اصلاحات ارضی را برای عرضه به مجلس آماده کند. وزیر کشاورزی در آن زمان جمشید آموزگار لایحه‌ای برای اصلاحات ارضی به مجلس تقدیم کرد. مالکان بزرگ که نماینده مجلس بودند این لایحه را به سود خود تغییر دادند و آموزگار را به باد انتقاد گرفتند که اصلاحات ارضی در سر آمریکایی‌ها وجود دارد. جبهه ملی نیز دربارهٔ اصلاحات ارضی بسیار محتاط عمل کرد؛ زیرا چند نفر از اعضای شورای عالی جبهه ملی، از مالکان بودند. 
لایحه تغییریافته از تصویب مجلس که اکثریت آن را مالکان تشکیل می‌دادند گذشت. در ۱۶ ژوئیه ۱۹۶۰ محمد رضا پهلوی این لایحه را امضا کرد و عنوان کرد که «این نخستین گام ما در این سوی است لایحه‌های دیگری را برای اصلاحات ارضی خواهم آورد و به همه‌پرسی خواهم گذاشت تا ملت ایران دربارهٔ آن تصمیم بگیرند». این نسخه اصلاح‌شده اصلاحات ارضی از تصویب مجلسی گذشت که اکثریت آن را مالکان تشکیل می‌دادند. به همین جهت قانون مزبور منافع مالکان را تأمین کرد؛ بنابراین قانون، هر مالک می‌توانست تا ۴۰۰ هکتار زمین آبی یا ۸۰۰ هکتار زمین دیم را برای خود نگاه دارد. 

روحانیت با استناد به اینکه با اصلاحات ارضی کشاورزان سرمایه و توانایی اداره زمین را ندارند و در نهایت زمین یا متروک خواهد شد یا به اربابان سابق فروخته خواهد شد پس از ان در مخالف با این امر تلاش کردند.

## دومین لایحه اصلاحات
محمد رضا پهلوی در ۱۶ اردیبهشت ۱۳۴۰ علی امینی را به نخست‌وزیری منصوب می‌کند. امینی، حسن ارسنجانی را به مقام وزیر کشاورزی خود گمارد. ۱۹ دی ۱۳۴۰ کابینه امینی نخستین لایحه اصلاحات ارضی تصویب شده را تغییراتی اساسی برابر فرمان محمدرضا پهلوی می‌دهد و آن را به اطلاع ملت می‌رساند.

## سومین لایحه اصلاحات

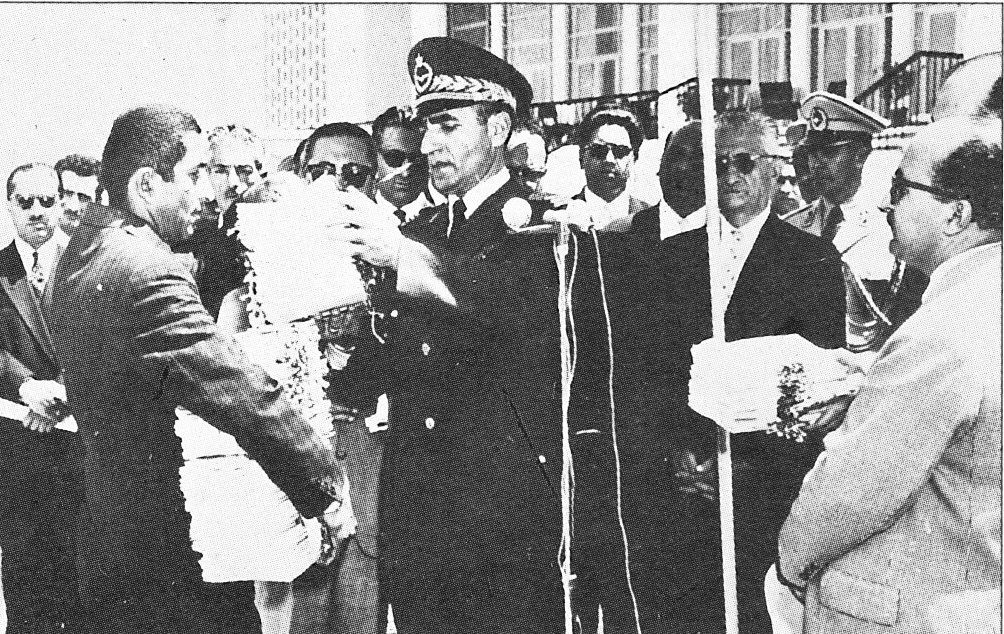
محمدرضا پهلوی سند مالکیت زمین‌های تقسیم‌شده را به کشاورزان می‌دهد.

پس از کناره‌گیری امینی از مقام خویش محمد رضا پهلوی اسدالله علم را در ۲۸ تیر ۱۳۴۱ به نخست‌وزیری برگزیند. ارسنجانی در مقام خود ابقا شد. هدف ارسنجانی ایجاد یک طبقه‌ای از کشاورزان مستقل بود. ارسنجانی به لایحه‌ای که در دوره نخست‌وزیری امینی نوشته شده افزود. بدین قرار که مازاد زمین‌هایی که به دنبال محدودیت مالکیت زمین‌های کشاورزی از مالکین خریداری شده بلافاصله به رعایایی که در آن به کشت مشغول هستند فروخته شود. در تاریخ ۱۹ دی ۱۳۴۱ محمد رضا پهلوی در کنگره ملی کشاورزان این طرح را مطرح کرد. ۴۲۰۰ دهقانی که در کنگره حضور داشتند از شادی فریاد برآوردند. در تاریخ۶ بهمن ۱۳۴۱ همه‌پرسی در ایران انجام شد که به تأیید اصلاحات پیشنهادی انجامید. ۵۵۹۸۷۱۱ نفر برای انقلاب سفید و ۵۲۱۱۰۸ نفر علیه انقلاب سفید آرای خود را به صندوق‌ها ریختند. برای نخستین بار در تاریخ ایران زنان نیز به پای صندوق‌های رأی رفتند. در تهران ۱۶٬۴۳۳ نفر و در دیگر شهرستان‌ها ۳۰۰٬۰۰۰ نفر رأی آری خود را در صندوق‌ها انداختند.

## اجرای اصلاحات ارضی در ایران

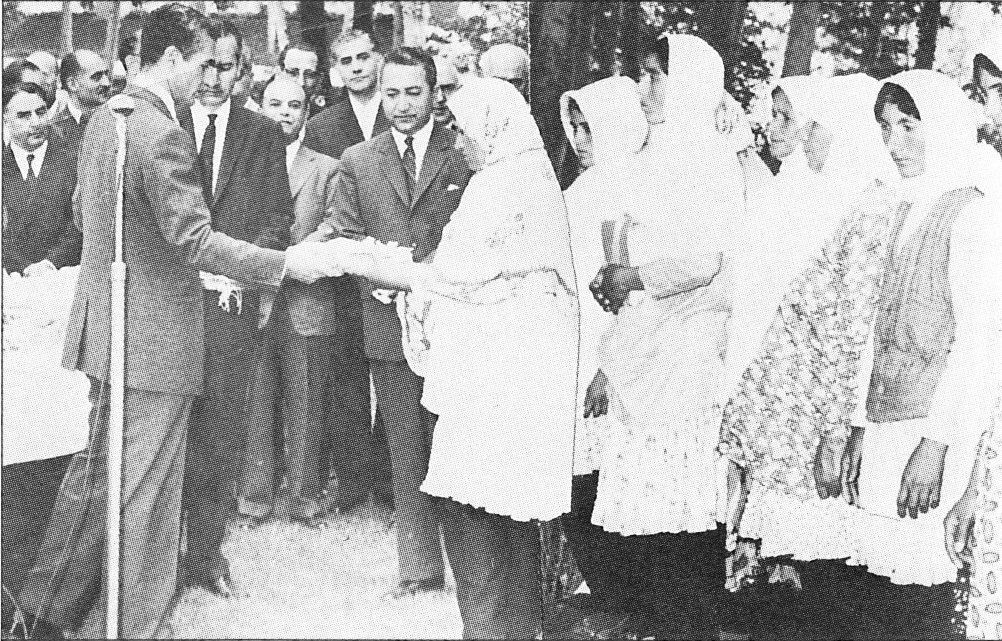
محمدرضا پهلوی سند مالکیت زمین‌های تقسیم‌شده را به زنان کشاورز می‌دهد.

اصلاحات ارضی در ایران با تصویب قانون اصلاحات ارضی در تاریخ ۱۹ دی ۱۳۴۰ آغاز شد و با رفراندوم ۶ بهمن ۱۳۴۱ به مرحله اجرا درآمد. اصلاحات ارضی در سه مرحله انجام شد:
در مرحله نخست تعیین شد که هیچ مالکی بیش از یک ده ششدانگ یا ششدانگ زمین در چند ده مختلف نداشته باشد. دولت زمین‌های مازاد بزرگ مالکان را خریداری و بخش‌هایی که دارای زارعان صاحب نسق بودند را به صورت اقساطی به آن‌ها فروخته و زمین‌های بلاکشت باقی‌مانده تحت عنوان اراضی دولتی در اختیار دولت قرار گرفت. با فروش سهام کارخانجات دولتی ترتیب بازپرداخت بهای زمین‌ها به مالکان فراهم گردید.
در مرحله دوم صاحبان زمین‌های استیجاری می‌باید یا به تقسیم درآمد حاصل از اجاره بپردازند یا بر اساس قراردادهای اجاره، زمین‌ها را به زارعان بفروشند. به عبارت دیگر مالکان موظف شدند که یا ملک کشاورزی خود را برای سی سال به کشاورزان اجاره نقدی دهند یا آن را با توافق بدان‌ها بفروشند. بدین ترتیب حداکثر مالکیت زمین‌ها در دست یک مالک بسیار محدود شد. املاک موقوفه عام نیز بر اساس درآمد آن زمین به اجاره دراز مدت ۹۹ ساله به کشاورزان واگذار گردید. در مورد موقوفات خاص متولیان مجبور به فروش آن‌ها به دولت و تقسیم آن بین کشاورزان شدند.
در مرحله سوم مالکانی که ملک خود را اجاره داده بودند بر اساس قانون تقسیم و فروش املاک مورد اجاره به زارعین مستأجر مصوب ۱۳۴۷ ملزم شدند یا زمین خود را به زارعان بفروشند؛ یا با رضایت مالک و زارع به نسبت بهره مالکانه یا عرف محل آن را با یکدیگر تقسیم کنند. محمدرضا پهلوی ادعا کرده‌است این اقدام موجب شد همه کشاورزان ایران صاحب زمین شوند و ایران از یک کشور فئودالی به سوی «کشاورزی آزاد» و «صنعتی شدن» گام بردارد.
استوارت راکول سفیر آمریکا در ایران، اجرای سیاست اصلاحات ارضی را یکی از گام های شجاعانه شاه در ایران ارزیابی کرده است که در خاورمیانه معمول نبود.
محمد باهری معتقد است که اصلاحات ارضی باعث شروع خصومت طبقه روحانیت با محمدرضا پهلوی شد، طبقه‌ای که قبل از این اصلاحات پشتیبان شاه بود، به‌طور مثال در کودتای ۲۸ مرداد. وی علت شروع خصومت را از بین رفتن منافع روحانیونی می‌داند که ریزه‌خوار ملاکان بزرگ بودند.

## شورای اصلاحات ارضی
شورای اصلاحات ارضی ایران بر اساس ماده ۷ قانون اصلاحی قانون اصلاحات ارضی تشکیل شد. وظایف آن عبارت بود از:
1. تعیین روش کلی و تهیه برنامه، آیین‌نامه‌های لازم و نظارت در حسن اجرای وظایفی که در این قانون پیش‌بینی شده‌ است.
2. بر اساس بند ۱ مصوبه شماره ۲۷۴۰۸/ت مورخ ۲۵ مهر ۱۳۴۱ هیئت وزیران، با توجه به ممنوعیت نقل و انتقال املاک مازاد بر حد نصاب مالکان (بر اساس تبصره ۵ ماده ۲ قانون اصلاحی قانون اصلاحات ارضی)، مرجع تشخیص مشمولیت معامله، شورای اصلاحات ارضی می‌باشد.
3. بر اساس ماده ۳۸ آیین‌نامه اصلاحات ارضی، چنانچه اشتباهی در تنظیم اسناد زارعین رخ داده باشد، شورای اصلاحات ارضی رأی به اصلاح، اقاله یا ابطال سند خواهد داد.

بر اساس ماده ۷ قانون اصلاحی قانون اصلاحات ارضی، شورای اصلاحات ارضی به ریاست وزیر کشاورزی و عضویت ۵ نفر از صاحب منصبان وزارت کشاورزی که دارای حداقل سمت مدیر کل یا مدیر عامل باشند تشکیل می‌شود.
با افزایش تعداد پرونده‌های شورای اصلاحات ارضی و عدم امکان رسیدگی به پرونده‌ها توسط وزیر، اختیارات مربوط به شورای اصلاحات ارضی مستقیماً توسط وزیر کشاورزی به رئیس سازمان امور اراضی تفویض شد. پس از ادغام دو وزارت جهاد سازندگی و کشاورزی و تشکیل وزارت جهاد کشاورزی، عمل تفویض اختیار توسط وزیر جهاد کشاورزی صورت گرفت. در پی اختلافات و ابهام‌های متعدد در پرونده‌های اصلاحات ارضی، اختیارات رسیدگی به پرونده‌های اختلافی اصلاحات ارضی در هر استان توسط رئیس سازمان امور اراضی به رئیس سازمان جهاد کشاورزی تفویض شد. شورای اصلاحات ارضی که در سازمان امور اراضی تشکیل می‌شد به‌طور عام، شورای عالی اصلاحات ارضی یا شورای اصلاحات ارضی مرکز نامیده شد.
اعضای شورای اصلاحات ارضی مرکز در حال حاضر به شرح زیر است:
1. رئیس سازمان امور اراضی (عضو و رئیس شورا)

1. معاون ساماندهی و توسعه سازمان امور اراضی
2. مدیرکل ساماندهی و تعیین تکلیف اراضی سازمان امور اراضی
3. مدیرکل امور حقوقی سازمان امور اراضی
4. یک نفر صاحب‌منصب وزارت جهاد کشاورزی با حداقل مقام مدیر کل (این وظیفه در حال حاضر به معاون حفاظت و امور اراضی سازمان جنگل‌ها، مراتع و آبخیزداری محول شده‌است)

بر اساس ماده ۳۸ آیین‌نامه اصلاحات ارضی، تصحیح اشتباهات کلیه اسناد اصلاحات ارضی به شورای اصلاحات ارضی محول شده بود که با توجه به حجم بسیار زیاد پرونده‌های موجود، رسیدگی به پرونده‌ها ممکن نبود. به همین دلیل «لایحه قانونی اضافه نمودن یک تبصره به ماده ۳۸ آیین‌نامه اصلاحات ارضی» در تاریخ ۱۷ آذر ۱۳۵۸ تصویب شد که به موجب آن شورای اصلاحات ارضی می‌تواند تمام یا بخشی از اختیارات خود را به ۵ نفر از کارمندان واجد شرایط در استان تفویض نماید. در حال حاضر شورای اصلاحات ارضی هر استان در مدیریت امور اراضی آن استان مستقر بوده و به ریاست رئیس سازمان جهاد کشاورزی استان و با عضویت ۴ نفر از کارکنان سازمان جهاد کشاورزی استان تشکیل می‌شود. در حال حاضر مدیر امور اراضی استان به عنوان یکی از اعضای ثابت، به عنوان دبیر در شورای یاد شده حضور دارد. جهت جلوگیری از بروز اشتباه در مکاتبات اداری، شورای اصلاحات ارضی مستقر در استان «شورای ۵ نفره اصلاحات ارضی استان» و شورای اصلاحات ارضی مستقر در سازمان امور اراضی، «شورای اصلاحات ارضی مرکز» و به ندرت «شورای عالی اصلاحات ارضی» نامیده می‌شود.

## بانک اعتبارات کشاورزی
برای کمک به اجرای برنامه‌های اصلاحات ارضی، بانک اعتبارات و توسعه کشاورزی بنیان نهاده شد. این بانک بیش از دویست شعبه در سراسر کشور دارد و به تعاونی‌ها و اتحادیه‌های کشاورزی و کشاورزان به‌طور انفرادی نیز وام می‌دهد. گروهای سیار این بانک پیوسته به مناطق کشاورزی دچار خشکسالی یا آفت‌زده می‌رفتند و کمک‌های لازم را به کشاورزان و دامداران می‌نمودند.
هدف از ایجاد شرکت‌های سهامی کشاورزی افزایش بازده و بهبود کیفیت تولیدات کشاورزی و به‌کار گرفتن روش‌های نوین کاشت و برداشت بود. هر کشاورز به اندازه ارزش زمین خود در شرکت‌های سهامی شریک و سهیم می‌شد. این شرکت‌ها امکان این را فراهم آورده بودند که:
1. بیش از ۲۰ میلیارد ریال وام از راه ۲۸۷۰ شرکت تعاونی به ۲۸۰۰۰۰۰ نفر اعضای آن داده شود.
2. ایجاد ۱۴۷ اتحادیه که ۲۸۷۰ شرکت تعاونی در بالا گفته شده در آن عضو بودند.
3. ایجاد ۸۹ شرکت سهامی کشاورزی با بیش از ۶۰۰۰۰ سهام دار و عضو که روی هم ۴۰۰ هزار هکتار زمین کشاورزی را در اختیار داشتند.
4. ایجاد ۲۵ شرکت سهامی کشاورزی تخصصی که ۵۷۰۰ خانوار کشاورز را شامل می‌شد.
5. ایجاد ۱۰۲۲ خانه فرهنگ روستایی که بیش از دو میلیون نفر از اهالی روستاها از خدمات گوناگون آموزشی و فرهنگی آن استفاده می‌بردند. ۲۵۰۰۰۰ کودک روستانشین سه تا شش ساله از ۷۴۹ مهد کودک شیر خوارگاه و کودکستان استفاده می‌کردند. در کنار خدمات بهداشتی و پیش آموزی‌های نخستین برای آمادگی در دبستان کودکان یک وعده غذای پر کالری و پروتیین به رایگان روزانه می‌خوردند.

## اصلاحات ارضی ایران بعد از انقلاب ۱۳۵۷

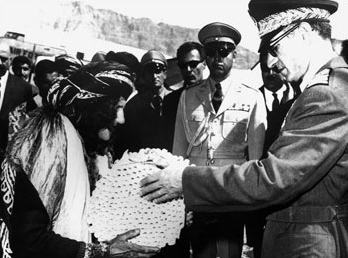
تصویری از محمدرضا شاه درحال توزیع اسناد زمین

پس از انقلاب سال ۱۳۵۷ برابر با ۱۹۷۹ در ایران و به روی کار آمدن حکومت جدید، روند اصلاحات ارضی به‌طور کلی دستخوش تغییر شد. شورای نگهبان جمهوری اسلامی ایران در تاریخ ۲۱ تیر ۱۳۶۳ اجرای قوانین اصلاحات ارضی را مخالف با شریعت اسلام تشخیص داد و روند اصلاحات ارضی به‌طور کلی متوقف شد. هفت سال بعد، مجمع تشخیص مصلحت نظام در ۲ خرداد ۱۳۷۰ ادامه روند اصلاحات ارضی را قانونی اعلام نمود و در نهایت در ۳ بهمن ۱۳۸۱، شورای اصلاحات ارضی مرکز تعیین تکلیف باغ‌های مشمول مواد ۲۷ و ۲۸ آیین‌نامه اصلاحات ارضی را نیز مشمول مصوبه مجمع تشخیص مصلحت نظام و مجاز دانسته و روند تعیین تکلیف امور باقی‌مانده اصلاحات ارضی از سر گرفته شد. در حال حاضر سازمان امور اراضی تنها متولی تعیین تکلیف امور باقی‌مانده اصلاحات ارضی در کشور می‌باشد و کارشناسان اصلاحات ارضی مستقر در دفتر ساماندهی و توسعه اراضی این سازمان، آخرین متولیان اصلاحات ارضی در ایران هستند.
سازمان امور اراضی بخشی از وزارت کشاورزی سابق جمهوری اسلامی ایران است. این سازمان در حال حاضر زیربخشی از وزارت جهاد کشاورزی می‌باشد و به واگذاری اراضی جهت طرح‌های تولیدی کشاورزی وغیر کشاورزی مثل صنایع وامور مربوط به اراضی زراعی و باغی و حفاظت از آن‌ها می‌پردازد.

## قوانین
- قانون مربوط به اصلاحات اراضی (متن قانون اصلاحات ارضی)
  - لایحه قانونی طریقه رفع مشکلات پیش‌بینی نشده در قوانین و مقررات اصلاحات ارضی
  - قانون مربوط به اجازه اجرای آیین‌نامه قانون اصلاحات ارضی پس از تصویب کمیسیون مشترک مجلسین (متن)
  - لایحه قانونی طریقه رفع مشکلات پیش‌بینی نشده در قوانین و مقررات اصلاحات ارضی
  - قانون تشکیل وزارت تعاون وامور روستاها به جای وزارت اصلاحات ارضی و تعاون روستایی
  - قانون تشکیل وزارت اصلاحات ارضی و تعاون روستایی (متن قانون)
  - قانون تشکیل شرکت‌های سهامی زراعی (متن قانون)
    - آیین‌نامه اصلاحات ارضی (متن آیین‌نامه)
    - آیین‌نامه اجرایی قانون فروش خالصجات (متن آیین‌نامه)

## اصلاحات ارضی و ادبیات فارسی
اصلاحات ارضی همچون سایر تحوّلات بزرگ اجتماعی ردّی از خود در ادبیات فارسی گذارد. نمایشنامهٔ چوب‌بدست‌های ورزیل غلامحسین ساعدی، رمان کوتاه آوسنه بابا سبحان محمود دولت‌آبادی و نمایشنامهٔ گمشدگان بهرام بیضایی چند نمونهٔ از این دست نوشته‌ها است.